# Sidi Ali Ben Aoun
Pour les articles homonymes, voir Sidi Ali et Aoun.
Sidi Ali Ben Aoun (arabe : سيدي علي بن عون) est une ville du centre de la Tunisie, située à une cinquantaine de kilomètres au sud de Sidi Bouzid, en piémont sud de la dorsale tunisienne et plus précisément du djebel éponyme. Elle se trouve sur l'axe Kairouan-Gafsa de la RN3.
Elle porte le nom d'un saint homme, Sidi Ali Ben Aoun, dont la ville abrite le mausolée.
Rattachée au gouvernorat de Sidi Bouzid, elle constitue une municipalité de 9 297 habitants en 2014. Elle est aussi le chef-lieu d'une délégation portant le même nom.
Son nom évoque la sédentarisation de nomades appartenant au groupe tribal des Ouled Sidi Ben Aoun. Ces origines se retrouvent dans une tradition d'élevage équestre avec pratique de la fantasia. Celle-ci est mise en valeur à l'occasion de l'organisation du Festival national de Sidi Ali Ben Aoun dont la 17e édition se tient en août 2008.
La ville est un bourg agricole polarisant une plaine d'agriculture extensive pratiquant la culture de l'olivier et l'élevage du mouton.